# Motukoreaite
La motukoreaite (simbolo IMA: Mtu) è un minerale del supergruppo dell'idrotalcite e del gruppo della wermlandite della famiglia minerale dei "solfati, cromati, molibdati e tungstati" con composizione chimica Mg6Al3(OH)18[Na(H2O)6](SO4)2 • 6(H2O).

## Etimologia e storia
In seguito alla scoperta del nuovo minerale, K.A. Rodgers, J.E. Chisholm, R.J. Davis, e C.S. Nelson gli hanno il nome dall'isola di Motukorea (isola di Brown) in Nuova Zelanda, dove, nei depositi di un vulcano pleistocenico estinto è stata rinvenuta nel 1977. Motukorea, in lingua māori, significa isola dei cormorani.

## Classificazione
La nona edizione della sistematica dei minerali di Strunz, aggiornata dall'IMA fino al 2009, elenca la motukoreaite nella classe "7. Solfati (selenati, tellurati, cromati, molibdati, tungstati)" e da lì nella sottoclasse "7.D Solfati (selenati, ecc.) con anioni aggiuntivi, con H2O"; questa è ulteriormente suddivisa in base alla dimensione dei cationi coinvolti e alla struttura cristallina, in modo tale che la motukoreaite risulti classificata nella sezione "7.DD Con soltanto cationi di media dimensione; strati di ottaedri che condividono uno spigolo", dove forma il sistema nº 7.DD.35 insieme a carrboydite, honessite, zincaluminite, nikischerite, shigaite, zincowoodwardite, glaucocerinite, woodwardite, idrohonessite, mountkeithite, natroglaucocerinite, wermlandite e idrowoodwardite.
La motukoreaite mantiene la stessa classificazione anche nell'edizione successiva, continuata dal database "mindat.org" e chiamata anche Classificazione Strunz-mindat.
Nella Sistematica dei lapis (Lapis-Systematik) di Stefan Weiß la motukoreaite viene classificata nella famiglia dei "solfati, cromati, molibdati e tungstati" e nella sottofamiglia dei "solfati idrati, con anioni estranei"; da qui il minerale viene elencato nella sezione "con cationi di medie e grandi dimensioni" dove forma il sistema nº VI/D.14 insieme a metavoltine, natroglaucocerinite, nikischerite, shigaite, wermlandite, lannonite e slavíkite.
Nella classificazione dei minerali secondo Dana, usata principalmente nel mondo anglosassone, classifica la motukoreaite nella classe dei "carbonati, nitrati e borati" e nella sottoclasse dei "carbonati compositi con varie formule" dove forma il sistema nº 17.01.07 come unico membro.

## Abito cristallino
La motukoreaite cristallizza nel sistema trigonale nel gruppo spaziale R3m con i parametri reticolari a = 9,172(2) Å e c = 33,51(1) Å, oltre a 3 unità di formula per cella unitaria.

## Origine e giacitura
Si forma a seguito dell'alterazione idrotermale (a temperature non superiori di 150 °C) dei basalti a contatto con l'acqua di mare e nelle cavità di haüyne-nefelinite. La si trova associata a diversi minerali a seconda del luogo di ritrovamento: olivina, pirosseno, feldspato calcico, magnetite, calcite, gesso, barite, hisingerite, zeoliti, limonite, quarzo (Isola di Brown, Nuova Zelanda); idrotalcite, nordstrandite, montmorillonite, phillipsite, gismondine, chabasite, calcite e apatite (Stradner Hill, Austria).
Essendo una formazione minerale rara, la motukoreaite è stata trovata in pochi siti sparsi per il mondo. Oltre alla sua località tipo, l'isola di Motukorea in Nuova Zelanda, altri siti sono: Widgiemooltha nella contea di Coolgardie (Australia); a Bad Gleichenberg in Stiria (Austria); Crespadoro (nella regione Veneto, Italia); a Gmina Kłodawa (nel distretto di Koło, Polonia); a Lanzarote (sulle isole Canarie, Spagna).

## Forma in cui si presenta in natura
La motukoreaite si presenta in cristalli esagonali tabulari con dimensioni fino a 0,2 mm, formando rosette e aggregati subparalleli, e come un cemento argilloso. L'aspetto va dall'incolore al bianco, giallo pallido, giallo-verde pallido; il colore del suo striscio è bianco.